# 위니펙 블루 보머스
| 위니펙 블루 보머스 | |
| 디비전             | 웨스트 디비전 |
| 설립연도           | 1930년 |
| 해체연도           | |
| 역사               | 위니펙스 (1930년~1935년) 위니펙 블루 보머스 (1936년~현재)                                                                                           |
| 경기장             | 인베스터스 그룹 필드 |
| 연고지             | 매니토바주 위니펙 |
| 구단주             | 퍼블릭 컴퍼니 |
| 단장               | 카일 월터스 |
| 감독               | 마이크 오쉐어 |
| 디비전 우승        | 33회 (1935, 1937, 1938, 1939, 1937, 1945, 1946, 1947, 1950,1953, 1957,1958, 1959, 1961, 1962, 1965, 1984, 1988, 1990, 1992, 1993, 2001, 2007, 2011) |
| 그레이 컵 우승     | 10회 (1935, 1939, 1941, 1958, 1959, 1961, 1962, 1984, 1988, 1990)                                                                                   |
| 영구 결번          | - |

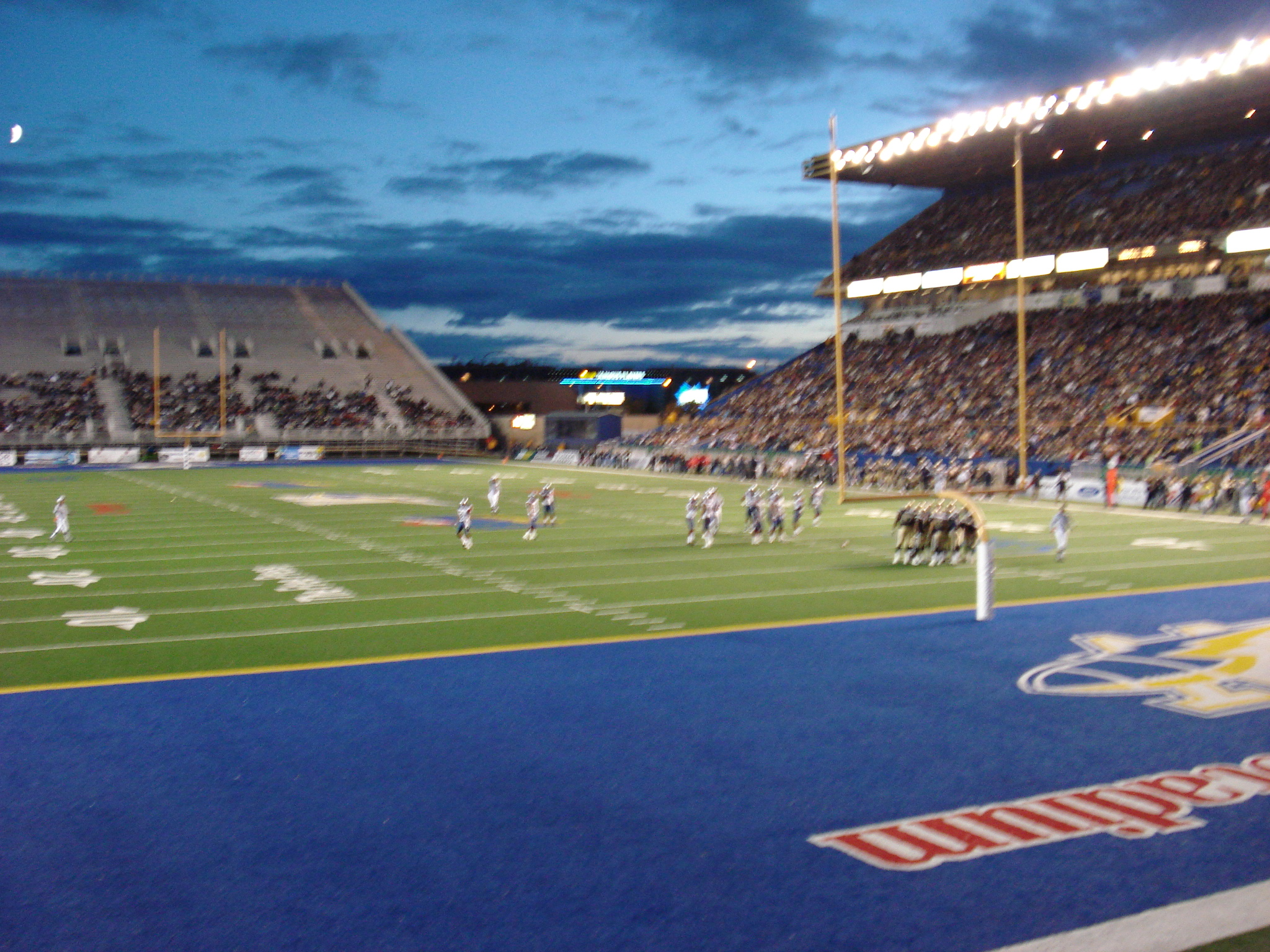

위니펙 블루 보머스(Winnipeg Blue Bombers)는 캐나다 매니토바주 위니펙을 연고지로 하는 CFL의 웨스트 디비전 소속팀이다.

## 같이 보기
- 캐나디안 풋볼